# Índio (elemento químico)
O índio (do latim indicum, índigo ou anil) é um elemento químico cujo símbolo In tem número atômico 49 (49 prótons e 49 elétrons) e de massa atómica igual a 114,8 u. À temperatura ambiente, o índio encontra-se no estado sólido.
É um metal do grupo 13 (anteriormente denominado IIIA) da classificação periódica dos elementos. É pouco abundante, maleável, facilmente fundível, quimicamente similar ao alumínio e gálio, porém mais parecido com o zinco. A principal fonte de obtenção do índio é a partir das minas de zinco. Usado na fabricação de telas de cristais líquidos e na formação de películas delgadas que servem como lubrificantes. Foi descoberto por Ferdinand Reich e Theodor Richter em 1863 quando estavam buscando tálio em minas de zinco.

## Características principais
O Índio é um metal branco prateado brilhante. Quando o metal é dobrado, emite um som característico. Seu estado de oxidação mais característico é o +3, ainda que apresente o estado +1 em alguns compostos.

## Aplicações
Foi empregado durante a Segunda Guerra Mundial como revestimento em motores de alto rendimento de aviões. Depois da guerra foi destinado a novas aplicações: em ligas metálicas, em soldas e na indústria eletrônica.
Na década de 1980 despertou o seu interesse no uso de fosfatos de índio semicondutores e películas delgadas de óxidos de índio e estanho para e desenvolvimento de telas de cristais líquidos ( LCD ).
Outras aplicações:
- Na fabricação de ligas metálicas de baixo ponto de fusão. Uma liga de 24% de índio com 76% de gálio é líquida a temperatura ambiente;
- Para produzir fotocondutores, transístores de germânio e retificadores;
- Formação de espelhos, tão bons como os de prata, porém mais resistentes a corrosão;
- Seu óxido se emprega na fabricação de painéis eletroluminosos;
- O isótopo radioativo In-111 é usado na medicina nuclear.

## História
O índio (nome procedente da linha de cor índigo de seu especto atômico) foi descoberto por Ferdinand Reich e Theodor Richter em 1863 quando estavam buscando tálio em minas de zinco com o uso de um espectrógrafo. Foi isolado por Ritcher em 1867.

## Abundância e obtenção

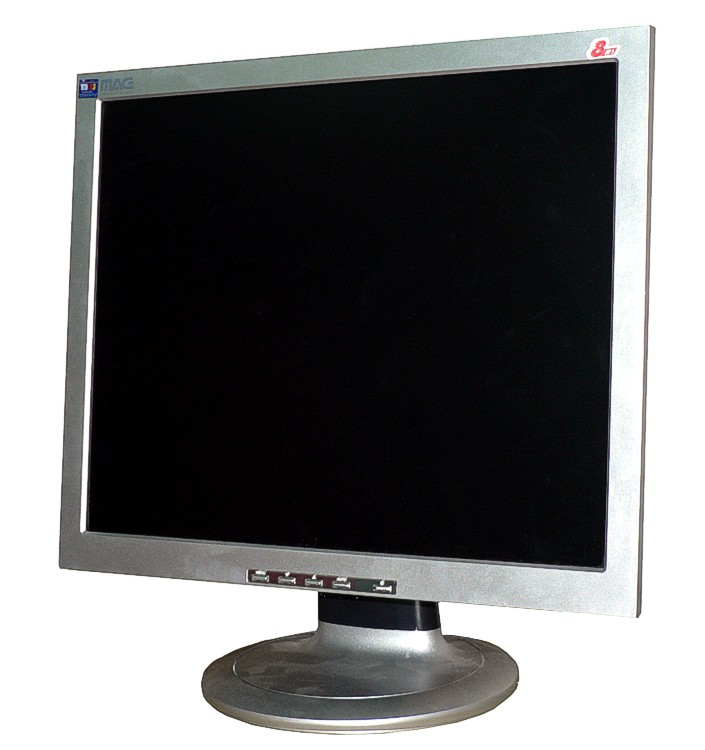
O Índio é usado na produção de telas de cristais líquidos.

É produzido principalmente a partir dos resíduos gerados no processamento dos minérios de zinco. Também é encontrado em minas de ferro, chumbo e cobre. É obtido mediante a eletrólise de seus sais.
A quantidade de índio consumida está muito relacionado com a produção mundial de telas de cristais líquidos (LCD). O aumento da eficiência de produção e reciclagem (especialmente no Japão) mantém o equilíbrio entre a demanda e o fornecimento.
Até 1924 só havia um grama do elemento isolado no mundo. Estima-se que a crosta terrestre tem aproximadamente 0,1 ppm de índio (tão abundante quanto a prata). O principal produtor de índio é o Canadá.

## Precauções
Há certas evidências não confirmadas que sugerem que o índio apresente uma toxicidade baixa. Na indústria de semicondutores e em soldas, onde as exposições são relativamente altas, não se tem notícias de efeitos colaterais.